# Morbus Forestier
Morbus Forestier ist eine nach dem französischen Internisten Jacques Forestier (1890–1978) benannte, systemische, nichtentzündliche Skeletterkrankung, die auch Spondylosis hyperostotica und Zuckergusswirbelsäule genannt wird. Charakteristisch ist eine Ossifikation der Enthesen, also jener Stellen am Knochen, an der eine Sehne, ein Ligament oder eine Gelenkkapsel ansetzen. Forestier und sein Schüler Jaume Rotes-Querol beschrieben die Erkrankung 1950 als „greisenhaft versteifende Hyperostose der Wirbelsäule“ (englisch senile ankylosing hyperostosis of the spine). Vornehmlich bei älteren Patienten (auch bei Wirbeln vom Höhlenbären) wurden knöcherne Anbauten an den Wirbelkörpern beobachtet, die im Verlauf immer mehr zunehmen und mit der Zeit zu einer Überbrückung der Bandscheibenräume führen. Da der Morbus Forestier große Abschnitte der Wirbelsäule befällt, geht er mit einer zunehmenden Versteifung der Wirbelsäule einher. Inzwischen ist bekannt, dass die Erkrankung weder auf die Wirbelsäule noch auf ältere Menschen beschränkt ist. 1976 prägten Donald R. Resnick und Gen Niwayama hierfür den Begriff Diffuse idiopathische Skeletthyperostose (kurz: DISH), welcher aktuell weit verbreitet ist. Sie wiesen darauf hin, dass die Erkrankung schon 1942 vom Radiologen Albert Oppenheimer beschrieben wurde.

## Ursachen
Die Ursachen sind noch unklar. Als hintergründig relevant werden mechanische und genetische Faktoren, die Exposition des Körpers mit Fluoriden, Vitamin A (Retinol) und therapeutisch eingesetzten Retinoiden wie Isotretinoin, Etretinat und Acitretin sowie bestimmte Stoffwechselbedingungen vermutet. Die DISH wird gehäuft bei Patienten mit Zuckerkrankheit (Diabetes mellitus) und Fettstoffwechselstörungen beobachtet. Sie tritt aber auch als selbständige Erkrankung ohne andere Grunderkrankung auf.

## Diagnose

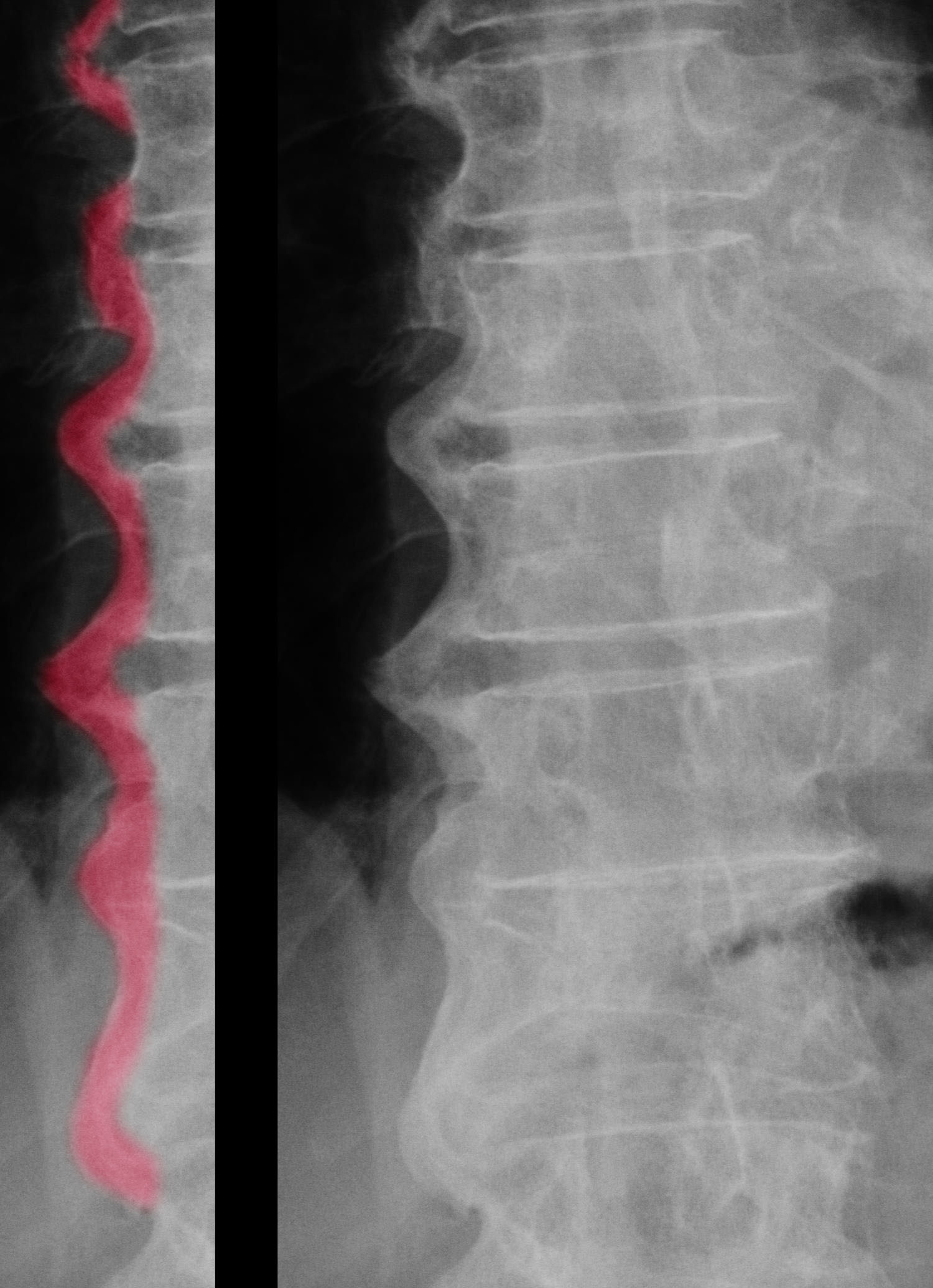
Röntgenaufnahme eines M. Forestier im BWS/LWS-Übergang. Osteophyten im linken Bildausschnitt rot eingefärbt.

Die Diagnose einer DISH kann alleine auf Röntgennativaufnahmen gestellt werden. An den Wirbelkörpern sieht man im Röntgenbild einen meist rechtsseitigen zuckergussartigen Überzug von Knochenmaterial (Hyperostosen). Durch die Überbrückung der Bandscheibenräume ist die Beweglichkeit der Wirbelsäule in diesem Segment aufgehoben.

## Differenzialdiagnose
Knöcherne Auswüchse (Osteophyten) kommen auch bei Wirbelsäulenverschleiß (Osteochondrosis intervertebralis bzw. Spondylosis deformans) vor. Beim Morbus Forestier aber bilden sich keine Randzacken und er befällt nicht nur verschlissene Wirbelsäulenabschnitte.

## Therapie
Bislang gibt es keine therapeutischen Ansätze, die auf eine Verlangsamung der zunehmenden
Verkalkungen abzielen. Die Behandlung erfolgt symptomatisch, d. h. mit Schmerzmitteln bei Schmerzen, Entzündungshemmern bei einer aufgelagerten entzündlichen Symptomatik und mit physikalischer Therapie (vor allem Wärmeanwendungen und Massagen bei begleitenden Muskelverspannungen) sowie mit
Krankengymnastik zur Vermeidung von Funktionsbeeinträchtigungen oder zur Rückgewinnung von
Funktion bei bereits eingetretenen funktionellen Defiziten.